# Сан-Просперо
Сан-Про́сперо (итал. San Prospero, эмил.-ром. San Pròsper, местн. San Prôsper) — коммуна в Италии, в регионе Эмилия-Романья, подчиняется административному центру Модена.
Население составляет 4444 человека, плотность населения — 131 чел./км². Занимает площадь 34 км². Почтовый индекс — 41030. Телефонный код — 059.
Покровителем коммуны почитается святой Проспер из Реджо. Праздник ежегодно отмечается 7 апреля.